# Gustav Sturm
Gustav Sturm, nemški častnik, vojaški pilot in letalski as, * 10. november 1921, Linz, † 20. januar 1973.

## Življenjepis
Gustav Sturm je bil najprej dodeljen 2./JG 27, s katero je novembra 1942 služil v Severni Afriki. Svojo prvo zračno zmago je dosegel 15. novembra, ko je v bližini El Agheile sestrelil ameriški težki štirimotorni bombnik Consolidated B-24 Liberator. Kmalu za tem je bil s svojo enoto premeščen v Nemčijo, kjer se je na novo opremila. 
Januarja 1943 je bila enota spet premeščena, tokrat v mesto Evreux v Franciji, kasneje pa je bilo teh premestitev še več. Sturm je svojo drugo zmago dosegel 12. avgusta 1943, ko je bila enota nastanjena v Nemčiji, v okrožju Münster-Handorf. Njegova druga žrtev je bil ameriški bombnik Boeing B-17 Fortress, ki ga je sestrelil nad Aachnom. 22. avgusta 1943 je bila 2./JG 27 spet premeščena. Tokrat je njen dom postalo letališče Fels am Wagram v Avstriji. Sturm je postal specialist v boju s težkimi bombniki, še posebej uspešen pa je bil proti ameriškim bombnikom, ki so napadali iz letalskih baz v Italiji.Tako je 23. februarja 1944 v bližini mesta Wels sestrelil dva bombnika B-24 in si tako zagotovil status letalskega asa. Dva dni kasneje je prav tako sestrelil dva ameriška bombnika, tokrat dve leteči trdnjavi, ki ju je sestrelil v bližini mesta St. Veit. 
Svojo 10. zmago je Sturm dosegel 2. aprila, ko je v bližini Jüdenburga sestrelil ameriškega Liberatorja. Do takrat je imel že čin poročnika, avgusta pa je bil premeščen k 6./JG 3, ki je deloval iz letališč v Franciji. S to enoto je dosegel eno zračno zmago, ameriškega lovca North American P-51 Mustang. 
26. avgusta 1944 je postal Staffelkapitän Stabsstaffla v JG 51. Med poveljevanjem tej enoti je dosegel vsaj eno zračno zmago. Potrjeno je 14. septembra namreč sestrelil lahki dvomotorni bombnik Douglas A-20 Havoc. 
7. januarja 1945 je bil Sturm premeščen k 10./EJG 2, marca 1945 pa se je prešolal za letenje na novih reaktivnih lovcih Messerschmitt Me 262. Po prešolanju je bil dodeljen k III./JG 7. Z reaktivnim lovcem je Sturm dosegel vsaj pet zračnih zmag, vse pa je dosegel nad težkimi bombniki. Med njimi sta bila tudi dva bombnika britanske RAF, ki ju je sestrelil nad Hamburgom 31. marca 1945. 
Kasneje je bila njegova enota premeščena na Češkoslovaško, v bazo Ruzyne. Tam je 25. aprila Sturm poskušal pomagati kolegu pilotu iz gorečega letala, ki ga je med zasilnim pristankom zajel ogenj. Pri tem je letalo eksplodiralo, Sturm pa je utrpel hude poškodbe v predelu prsnega koša. S tem se je njegova letalska kariera zaključila, Sturm pa je vojno preživel in je umrl 20. januarja 1973, star 51 let.
Gustav Sturm je v svoji karieri vojaškega pilota dosegel 22 zračnih zmag, od katerih jih je pet dosegel na reaktivnem lovcu. Med temi zmagami so bila štiri lovska letala, ostalo pa so bili bombniki.